# Treehouse of Horror V
Treehouse of Horror V — шоста серія шостого сезону мультсеріалу «Сімпсони», яка присвячена Хелловіну.

## Сюжет
Серія складається з трьох історій.

### Псяйво
Містер Бернс запрошує Сімпсонів до свого маєтку, забирає звідти усе пиво і витягає з телевізора кабель, та залишає їх там на самоті. Гомер поволі божеволіє та розписує стіни написами «Без телебачення і пива Гомер казиться». Згодом Гомер бачить привида Мо, і благає його налити йому пива. Той відповів, що дасть Гомеру пива, якщо той уб'є свою сім'ю. Гомер погоджується, знаходить сокиру, і блукає будинком, шукаючи Мардж, Барта та Лісу.
Барт згадує, як він одного разу прочитав думки завгоспа Віллі, який сказав що Барт має дар, що називається «псяйво». Барт викликає думками Віллі, щоб той врятував їх від Гомера. Але Гомер вбиває Віллі сокирою (з Віллі це роблять у кожній історії), і продовжує полювання. Сім'я тікає від Гомера на вулицю, де в снігу він знаходить міні-телевізор, і, за його словами, «потяг до вбивства зменшується». Родина сідає у снігу і починає мирно дивитись телевізор. Згодом Сімпсони замерзають, а по міні-телевізору йде нецікавий концерт, і Гомера знову тягне до вбивств.

### Час і кара
Після того, як Гомер полагодив зламаний тостер, він переніс його у минуле. У минулому, у часах динозаврів він душить комара, а коли повертається у майбутнє, майбутнє зовсім інакше! І так щоразу, коли він повертався з минулого у майбутнє. Але одного разу коли він повернувся, то побачив свою нормальну родину… з довжелезними язиками, але його це не хвилює, бо він знову має пиво і пончики.

### Кошмарна їдальня
Одного разу, Джимбо Джонс через переповнення кімнати покарань має допомогти кухарці Доріс, але вона його вбиває, і робить з нього гамбургери. Потім зникає ще один учень, ненажера Утер з Німеччини. З нього роблять сосиски. І так з кожним з кімнати покарань. Але це означає лише одне: працівники школи Спрнгфілда стали канібалами! Залишилися лише Ліса, Барт і Мілгаус. Але Мілгаус попадає у гігантську м'ясорубку. А за ним Барт і Ліса. Але це був лише сон Барта. Його родина каже йому, що боятися йому треба тільки вбивчого туману, який проникає через вікно, і вивертає нутрощі Сімпсонів.
У кінці серії напівмертві Сімпсони встають, співають і танцюють.